# San Marcos (Guerrero)
Pour les articles homonymes, voir San Marcos.
San Marcos est une ville mexicaine de l'État de Guerrero, située sur la Route fédérale 200, à 59 kilomètres au sud-est d'Acapulco. Elle fait partie de la région de la Costa Chica de Guerrero et est le chef-lieu de la commune homonyme.

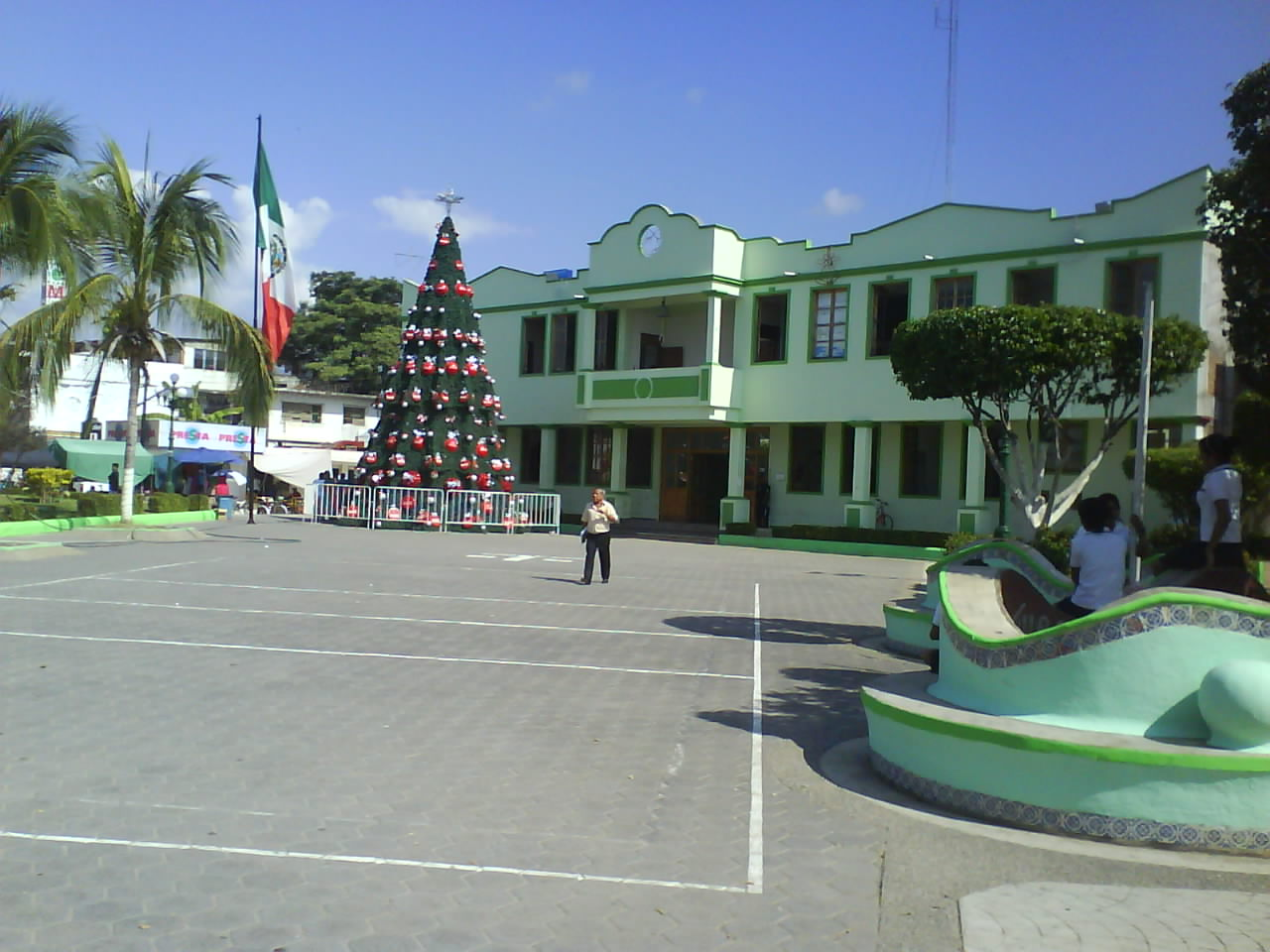
La mairie de la ville.

## Histoire
La ville est fondée officiellement le 28 septembre 1885 et est nommée en honneur de saint Marc, le saint patron de la région. Cependant, la ville existait déjà; d'abord sous le nom de Xolutla, mentionnée en 1562 par Diego Olguí Aguirre, puis de La Estancia.

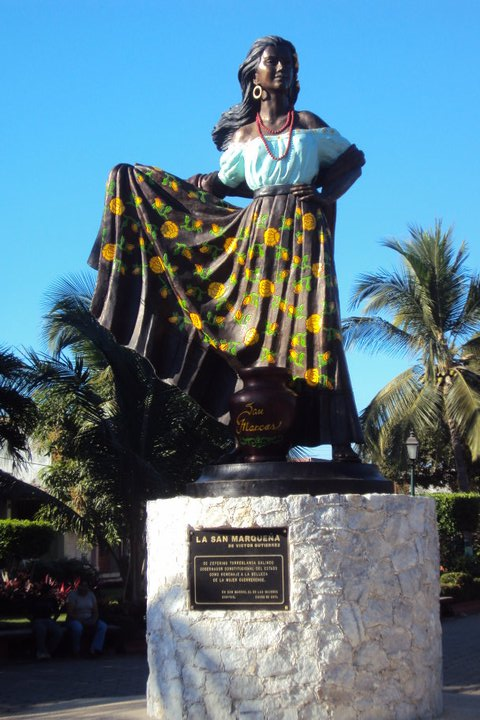
Statue "La Sanmarqueña", inspirée de la chanson du même nom.

## Climat

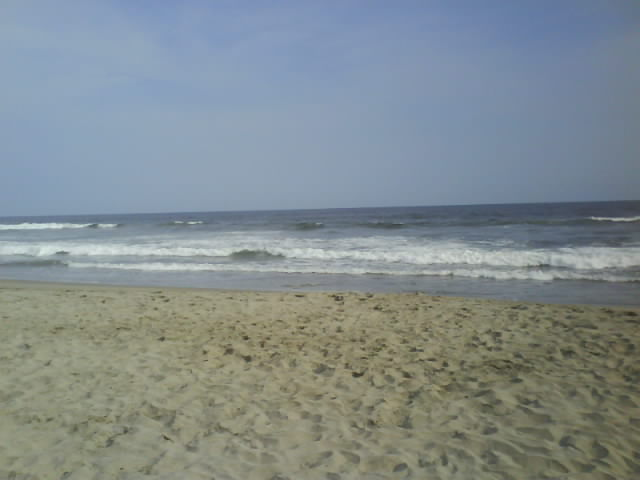
Plage "El Dorado".

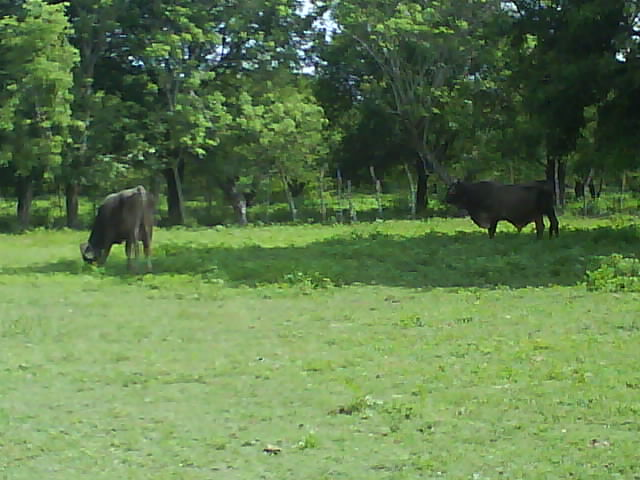
Bétail dans un verger en San Marcos.

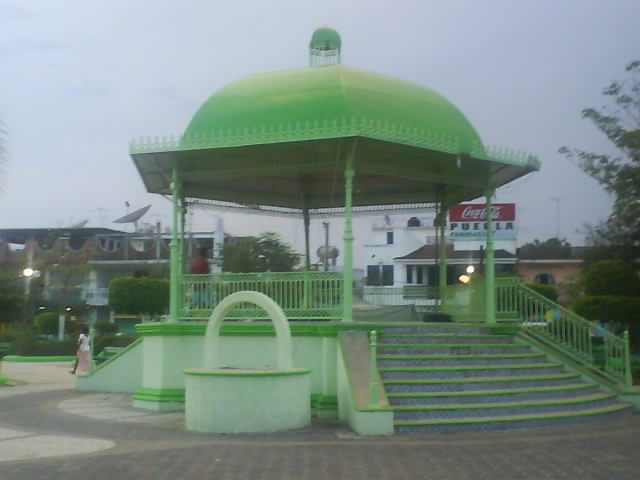
Kiosque de la place civique.

Le climat prédominant de la commune est humide et chaud. La saison des pluies a lieu du mois de juillet au mois de septembre. Les précipitations annuelles sont  comprises entre 1,100 et les 1,500 mm. Les vents dominants sont en direction de sud-est à nord-est. La température la plus basse de 22.3 °C est enregistrée en décembre, alors que dans les mois d'avril et de mai sont les plus chauds avec une température jusqu'à 26.3 °C. La température moyenne annuelle est de 24.3 °C.